# Piercing de castidad
Los piercing de castidad son un tipo de piercing que se usan para imponer castidad.

## Mujeres
Un anillo u otros tipos de objetos son usados para mantener los labios cerrados, impidiendo a la portadora de tener  coito vaginal. Cuando el propósito es la negación de la estimulación directa del clítoris, se puede instalar un Clit shield sobre el clítoris, a través de piercings que atraviesen el área.

## Hombres

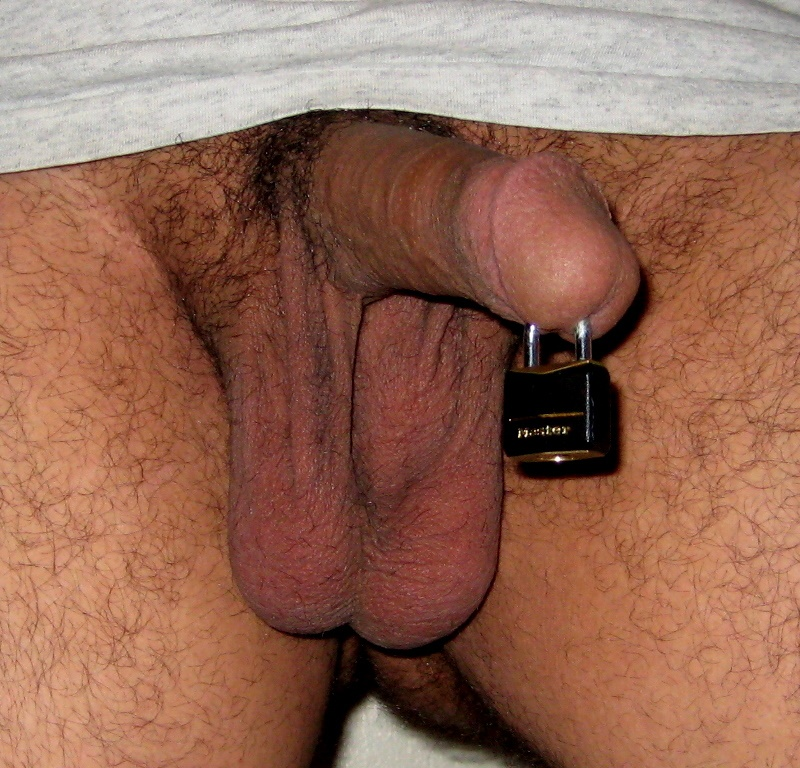
Un Príncipe Alberto utilizado como piercing de castidad

En hombres, los piercing de castidad, pueden realizarse de diversas maneras. Mediante una infibulación (colocando un piercing que cierre el prepucio), un Príncipe Alberto o piercing en el frenillo usando un candado de menor anchura (impidiendo el coito), o uniendo un príncipe Alberto a un guiche (de este modo impidiendo una erección). 